# بيكي إيستون
بيكي إيستون (بالإنجليزية: Becky Easton)‏ هي لاعبة كرة قدم بريطانية، ولدت في 16 يونيو 1974 في بيركنهيد ‏ في المملكة المتحدة. شاركت مع منتخب إنجلترا لكرة القدم للسيدات. أما مع النوادي، فقد لعبت مع نادي ليفربول لكرة القدم للسيدات.

## وصلات خارجية
- بيكي إيستون على موقع الاتحاد الدولي (مؤرشف)  (الإنجليزية)
- بيكي إيستون على موقع قاعدة بيانات كرة القدم.إي يو (الإنجليزية)